# Green Hell
Green Hell – komputerowy symulator przetrwania w lasach Amazonii wyprodukowany przez Creepy Jar. Gra została wydana 5 września 2019 na platformę Microsoft Windows, natomiast wersje na konsole PlayStation 4 i Xbox One ukazały się 9 czerwca 2021. 7 kwietnia 2020 udostępniono aktualizację zawierającą tryb kooperacyjny. 28 stycznia 2021 ukazała się pierwsza część 3-częściowego darmowego dodatku Spirits of Amazonia zawierająca m.in. większą mapę świata, nowe wątki fabularne i interakcje z tubylcami.

## Rozgrywka
Rozgrywka toczy się z perspektywy pierwszoosobowej. Jest to symulacja otwartego świata, w której gracz musi zadbać o przetrwanie zbierając żywność i surowce oraz wytwarzając przedmioty i budując szałasy. Gracz zaczyna grę w dżungli. Środowisko zmienia się dynamicznie i wpływa na kondycję psychofizyczną bohatera, np. w formie halucynacji. Ponadto bohater musi zadbać o racjonalne żywienie, co do którego uzyskuje wskazówki ze smartwatcha. Powinien mieć też zapewnioną wystarczającą ilość snu i unikać zranień, jadowitych zwierząt czy pasożytów. Aby się wyleczyć, może wytworzyć leki i bandaże. W orientacji pomaga kompas i GPS.
W trybie fabularnym bohater ma za zadanie dotrzeć do swojej ukochanej. Do wyboru są cztery poziomy trudności. 7 kwietnia 2020 ukazała się aktualizacja zawierająca tryb kooperacyjny. 28 stycznia 2021 gra została wzbogacona o pierwszą część dodatku Spirits of Amazonia – darmowego prequelu zawierającego m.in. większą mapę świata, nowe wątki fabularne i interakcje z ludnością tubylczą lasów Amazonii.

## Produkcja
Środki na produkcję zostały pozyskane najpierw od dwóch inwestorów, a następnie dzięki wejściu spółki Creepy Jar na rynek NewConnect 6 sierpnia 2018.
Gra została udostępniona w formule wczesnego dostępu na platformie Steam 29 sierpnia 2018. Przez kolejny rok gra była wzbogacana o nowe elementy, aż do premiery, która odbyła się 5 września 2019.

## Odbiór
Tytuł został dobrze przyjęty przez krytyków. W serwisie Metacritic uzyskał średnią ocen z trzynastu recenzji wynoszącą 78/100. Wg raportu rocznego Creepy Jar za rok 2018 z 21 maja 2019 gra znalazła do końca marca 2019 179 tys. nabywców, a przychody netto ze sprzedaży Green Hella w 2018 sięgnęły 4,7 mln zł przy nakładach na produkcję w wysokości 1,2 mln zł. Próg rentowności został osiągnięty w październiku 2018. 22 października 2019 spółka podała informację, że sprzedano ok. 300 tys. kopii gry. 24 czerwca 2020 ogłoszono, że sprzedaż gry przekroczyła milion kopii. 27 września 2021, spółka zakomunikowała, że Green Hell przekroczył 2,5 miliona sprzedanych egzemplarzy. 

### Nominacje
Gra została nominowana do Central & Eastern European Game Awards w kategoriach najlepsza gra i najlepszy projekt graficzny.